# Justicia parvibracteata
Justicia parvibracteata är en akantusväxtart som beskrevs av Emery Clarence Leonard. Justicia parvibracteata ingår i släktet Justicia och familjen akantusväxter. Inga underarter finns listade i Catalogue of Life.